# Vitali Margulis
Vitali Margulis (1928-2011) fue un autor de estudios filosóficos sobre la música, pianista profesional y pedagogo ucraniano.

## Biografía
Margulis nació en Járkov, Ucrania, el 16 de abril de 1928. Recibió sus primeras lecciones de piano de su padre, cuyo profesor, Alexander Horowitz, había estudiado con el compositor Aleksandr Skriabin. Margulis continuó su formación en el renombrado Conservatorio de Leningrado con el profesor Samarij Sawshinskij donde, desde 1958 hasta su emigración a Occidente en 1974, tenía su propia clase de piano. Durante este tiempo, Margulis triunfó en más de mil conciertos por toda Rusia.
En 1975, Margulis fue nombrado profesor en la prestigiosa Musik Hoch Schule (en Freiburg, Alemania). En 1994 aceptó el puesto de profesor de piano en la Universidad de California en Los Ángeles. Paralelamente imparte seminarios de piano en Alemania, Suiza, Grecia, Bélgica, Portugal, Holanda, Francia, Japón, Rusia y Estados Unidos.

## Trayectoria
Tanto sus conciertos durante muchos años en ciudades como Nueva York, Los Ángeles, Roma, Berlín, Salzburgo, Ámsterdam, Tokio, Moscú y San Petersburgo, como sus numerosas grabaciones han sido recibidas con gran entusiasmo. Los críticos alemanes se refieren a él como el “genio secreto” (Joachim Kaiser, Süddeutsche Zeitung); un “pianista de clase mundial” (Frankfurter Allgemeine Zeitung) y uno de los más prodigiosos pianistas contemporáneos. El Salzburger Nachrichten alababa su interpretación en 1991 en el Festival de Salzburgo como “un acontecimiento de indudable significado”. La crítica española escribió en 1996, sobre su recital en Santander:

“Las tres sonatas de Ludwig van Beethoven, Claro de luna, Los adioses y la colosal Sonata opus 111 fueron únicas e irreproducibles en calidad y madurez. Ciertamente, su interpretación de Beethoven fue muy personal y estableció un estándar insuperable”.

Música Italia se refiere a un CD de Margulis editado en 1994: "Aquí he hallado una grabación apasionante y fantástica con dos interpretaciones, los Estudios de Chopin, Op. 10 n.º 2 y 9 que, en mi opinión, entran dentro de la historia del arte."
Y «Le Disque Ideal» de París comentaba en 1993 la grabación de Margulis de la Sonata n.º 3 de Skriabin: “A pesar de las aclamadas grabaciones de Horowitz y Sofronitsky, en mi opinión, Margulis excede los estándares establecidos por estos maestros. Su CD es una verdadera obra de arte”.
En su labor pedagógica Margulis dio prioridad al estudio de obras de Bach y Beethoven. Su libro Johann Sebastian Bach’s Symbolic Language and «The Well Tempered Clavier» señala nuevas formas de comprensión del simbolismo religioso y la espiritualidad de la música de Bach. En su publicación Formula for Timing Relationship and Beethoven’s Timing Principles, el profesor Margulis explora nuevos conceptos de la arquitectura musical. Sus series Bagatelles describen los principios de la pedagogía del piano de manera aforística.
Margulis fue un célebre profesor. Sus alumnos han ganado más de cien premios en concursos internacionales durante las últimas décadas, de los cuales veintiocho fueron primeros premios. 
Vitali Margulis murió en Los Ángeles, el 29 de mayo de 2011.